# Sergio Siorpaes
Sergio Emmerico Siorpaes (ur. 20 lipca 1934 w Cortinie d’Ampezzo) – włoski bobsleista. Dwukrotny medalista olimpijski z Innsbrucku.
Zawody w 1964 były jego jedynymi igrzyskami olimpijskimi. Zarówno w dwójkach, jak i czwórkach, zajął trzecie miejsce w osadach  
Eugenio Montiego. Był wielokrotnym medalistą mistrzostw świata. Zwyciężał w dwójce w 1961, 1963 i 1966 oraz w czwórce w 1960 i 1961. Ponadto był srebrnym medalistą w dwójce w 1958 i 1959.
Jego brat Gildo także był bobsleistą, medalistą olimpijskim. Ich szwagierka, szwajcarska narciarka alpejska Yvonne Rüegg była mistrzynią olimpijską w 1956.